# SuperLega de 2019–20
A SuperLega de 2019–20 foi a 75.ª edição da primeira divisão do campeonato italiano de voleibol, competição esta organizada pela Lega Pallavolo Serie A, consórcio de clubes filiado à Federação Italiana de Voleibol (FIPAV), por questões de patrocinadores chamada de "SuperLega Credem Banca". Participam do torneio treze equipes provenientes de doze províncias italianas.
Após a propagação da pandemia de COVID-19 na Itália, o campeonato foi suspenso em 9 de março de 2020. Em 8 de abril, a FIPAV decretou o encerramento antecipado do campeonato sem atribuição de títulos e rebaixamentos.

## Equipes participantes
| Equipe Nome fantasia                                 | Cidade           | Ginásio                                                        | Capacidade | Temporada 2018–19                     |
| ---------------------------------------------------- | ---------------- | -------------------------------------------------------------- | ---------- | ------------------------------------- |
| Argos Volley Globo Banca Popolare del Frusinate Sora | Sora (Frosinone) | PalaCoccia Veroli                                              | 3 500      | 9º colocado                           |
| BluVolley Verona Calzedonia Verona                   | Verona           | PalaOlimpia Vibo Valentia                                      | 5 350      | 6º colocado                           |
| Callipo Sport Tonno Callipo Calabria Vibo Valentia   | Vibo Valentia    | PalaValentia Vibo Valentia                                     | 2 500      | 12º colocado                          |
| Cucine Lube Civitanova                               | Treia            | PalaCivitanova Civitanova Marche                               | 4 200      | Campeão                               |
| Volley Milano Vero Volley Monza                      | Milão            | Palazzetto dello Sport (Monza) Monza                           | 4 500      | 8º colocado                           |
| Modena Volley Leo Shoes Modena                       | Módena           | PalaPanini Módena                                              | 6 000      | 4º colocado                           |
| Pallavolo Padova Kioene Padova                       | Pádua            | PalaSanLazzaro Pádua                                           | 3 916      | 7º colocado                           |
| Porto Robur Costa Consar Ravenna                     | Ravena           | PalaDeAndré Ravena                                             | 3 500      | 10º colocado                          |
| Powervolley Milano Allianz Milano                    | Milão            | PalaYamamay Busto Arsizio                                      | 5 000      | 5º colocado                           |
| Sir Safety Perugia Sir Safety Conad Perugia          | Perúgia          | PalaEvangelisti Perúgia                                        | 4 500      | Vice-campeão                          |
| Top Volley Top Volley Cisterna                       | Latina (Lácio)   | Palazzetto dello Sport (Cisterna di Latina) Cisterna di Latina | 3 500      | 11º colocado                          |
| Trentino Volley Itas Trentino                        | Trento           | PalaTrento Trento                                              | 4 000      | 3º colocado                           |
| Gas Sales Bluenergy Piacenza Gas Sales Piacenza      | Placência        | PalaBlanca Placência                                           | 3 700      | Campeão das eliminatórias da Série A2 |

## Fase classificatória

### Classificação
- Vitória por 3 sets a 0 ou 3 a 1: 3 pontos para o vencedor;
- Vitória por 3 sets a 2: 2 pontos para o vencedor e 1 ponto para o perdedor.
- Não comparecimento, a equipe perde 2 pontos.
- Em caso de igualdade por pontos, os seguintes critérios servem como desempate: número de vitórias, média de sets e média de pontos.

|     |                        |     | Jogos | Jogos | Jogos | Resultados | Resultados | Resultados | Resultados | Resultados | Resultados | Sets | Sets | Sets  | Pontos | Pontos | Pontos |
| Pos | Equipe                 | Pts | T     | V     | D     | 3–0        | 3–1        | 3–2        | 2–3        | 1–3        | 0–3        | V    | P    | R     | V      | P      | R      |
| --- | ---------------------- | --- | ----- | ----- | ----- | ---------- | ---------- | ---------- | ---------- | ---------- | ---------- | ---- | ---- | ----- | ------ | ------ | ------ |
| 1   | Cucine Lube Civitanova | 53  | 20    | 18    | 2     | 10         | 6          | 2          | 1          | 1          | 0          | 57   | 16   | 3.563 | 1563   | 1321   | 1.183  |
| 2   | Modena Volley          | 52  | 21    | 17    | 4     | 10         | 7          | 0          | 1          | 2          | 1          | 55   | 19   | 2.895 | 1599   | 1380   | 1.159  |
| 3   | Sir Safety Perugia     | 51  | 20    | 18    | 2     | 7          | 8          | 3          | 0          | 1          | 1          | 55   | 20   | 2.750 | 1688   | 1489   | 1.134  |
| 4   | Trentino Volley        | 45  | 21    | 15    | 6     | 5          | 8          | 2          | 2          | 4          | 0          | 53   | 30   | 1.767 | 1667   | 1567   | 1.064  |
| 5   | Powervolley Milano     | 36  | 19    | 12    | 7     | 5          | 6          | 1          | 1          | 2          | 4          | 40   | 29   | 1.379 | 1509   | 1446   | 1.044  |
| 6   | Porto Robur Costa      | 26  | 21    | 9     | 12    | 2          | 4          | 3          | 2          | 3          | 7          | 34   | 46   | 0.739 | 1545   | 1614   | 0.957  |
| 7   | Pallavolo Padova       | 25  | 19    | 8     | 11    | 3          | 3          | 2          | 3          | 3          | 5          | 33   | 40   | 0.825 | 1457   | 1497   | 0.973  |
| 8   | Calzedonia Verona      | 24  | 20    | 8     | 12    | 2          | 3          | 3          | 3          | 3          | 6          | 33   | 45   | 0.733 | 1459   | 1542   | 0.946  |
| 9   | Volley Milano          | 23  | 20    | 7     | 13    | 2          | 3          | 2          | 4          | 4          | 5          | 33   | 46   | 0.717 | 1534   | 1584   | 0.968  |
| 10  | Gas Sales Piacenza     | 21  | 20    | 8     | 12    | 2          | 1          | 5          | 2          | 5          | 5          | 33   | 47   | 0.702 | 1692   | 1780   | 0.951  |
| 11  | Callipo Sport          | 16  | 20    | 5     | 15    | 2          | 1          | 2          | 3          | 7          | 5          | 28   | 50   | 0.560 | 1426   | 1539   | 0.927  |
| 12  | Top Volley             | 16  | 20    | 5     | 15    | 1          | 2          | 2          | 3          | 10         | 2          | 31   | 51   | 0.608 | 1604   | 1717   | 0.934  |
| 13  | Argos Volley           | 5   | 20    | 1     | 19    | 1          | 0          | 0          | 2          | 7          | 10         | 14   | 57   | 0.246 | 1273   | 1540   | 0.827  |

Observação: A pontuação oficial do Argos Volley foi de 2 pontos. O clube recebeu uma penalização, perdendo 3 pontos na tabela.

Fonte: LegaVolley

## Classificação
| Posição | Equipe                 | Classificação                |
| ------- | ---------------------- | ---------------------------- |
| 1       | Cucine Lube Civitanova | Liga dos Campeões de 2020–21 |
| 2       | Modena Volley          | Liga dos Campeões de 2020–21 |
| 3       | Sir Safety Perugia     | Liga dos Campeões de 2020–21 |
| 4       | Trentino Volley        | Taça CEV de 2020–21          |
| 5       | Powervolley Milano     | Taça CEV de 2020–21          |
| 6       | Porto Robur Costa      | SuperLega de 2020–21         |
| 7       | Pallavolo Padova       | SuperLega de 2020–21         |
| 8       | Calzedonia Verona      | SuperLega de 2020–21         |
| 9       | Volley Milano          | SuperLega de 2020–21         |
| 10      | Gas Sales Piacenza     | SuperLega de 2020–21         |
| 11      | Callipo Sport          | SuperLega de 2020–21         |
| 12      | Top Volley             | SuperLega de 2020–21         |
| 13      | Argos Volley           | SuperLega de 2020–21         |